# Tamara Tunie
Tamara Lou Tunie (McKeesport, 14 de março de 1959) é uma atriz estadunidense mais conhecida por seu papel na série policial de sucesso Law & Order: SVU, como a legista Melinda Warner. Participou também de Sex and the City, NYPD Blue e 24.
Tamara também é produtora. Produziu a peça da Broadway Spring Awakening.